# Zhou Xianwang
Zhou Xianwang (en chino; 周先旺; en pinyin: Zhōu Xiānwàng; noviembre de 1963) es un político chino  que actualmente se desempeña como vicepresidente del Comité Provincial de Hubei de la Conferencia Consultiva Política del Pueblo Chino. Anteriormente, se desempeñó como subsecretario del Comité del Partido Comunista y alcalde de Wuhan. Él es de herencia Tujia. Ingresó a la fuerza laboral en septiembre de 1980 y se unió al Partido Comunista de China en enero de 1987. Él es de etnia Tujia. Ingresó a la fuerza laboral en septiembre de 1980 y se unió al Partido Comunista de China en enero de 1987.

## Biografía
Zhou nació en el condado de Jianshi, Hubei, en noviembre de 1963. Zhou sirvió en su condado natal durante mucho tiempo, lo que fue ascendido a magistrado adjunto en febrero de 1993. Fue secretario del Comité de la Prefectura autónoma de Enshi Tujia y Miao de la Liga de la Juventud Comunista en enero de 1994, y ocupó ese cargo hasta septiembre de 1995. En septiembre de 1995 fue ascendido a secretario adjunto del partido y magistrado del condado de Xuan'en, cargo que ocupó hasta abril de 1998. Se desempeñó como vicealcalde de Enshi Tujia y Prefectura Autónoma Miao en abril de 1998, y cuatro años más tarde ascendió al cargo de alcalde. En febrero de 2008, fue nombrado jefe del Departamento de Comercio Provincial de Hubei y director de la Oficina Provincial de Inversión Extranjera de Hubei, permaneció en ese cargo hasta noviembre de 2012, cuando fue transferido a Huangshi y nombrado secretario del partido. Al mismo tiempo se desempeñó como vicegobernador de Hubei desde marzo de 2017 hasta mayo de 2018. En mayo de 2018, fue nombrado alcalde interino y subsecretario del partido de Wuhan, en reemplazo de Wan Yong.

### Críticas
En diciembre de 2019, un nuevo coronavirus, designado 2019-nCoV, estalló en Wuhan, la gente local acusó a Zhou y a su superior, el secretario del partido Ma Guoqiang, de ser lentos para responder a la epidemia. El 27 de enero de 2020, en una entrevista en CCTV, Zhou reconoció que el gobierno de la ciudad no había revelado rápidamente la información sobre el brote y afirmó que "como gobierno local, necesitamos obtener autorización antes de la divulgación", lo que llevó a muchos a pensar que Estaba señalando al gobierno central por ser lento en darle autorización. Luego, Zhou ofreció renunciar por la decisión del 23 de enero de cerrar la ciudad.